# Dysgonia multilineata
Dysgonia multilineata  là một loài bướm đêm thuộc họ Erebidae. Loài này có ở Châu Phi, bao gồm Sierra Leone.